# Henry Roderick Newman
Henry Roderick Newman (Easton (New York), 4 marzo 1843 – Firenze, 1º dicembre 1917) è stato un pittore statunitense.

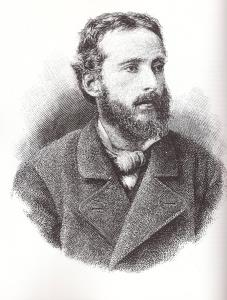
Henry Roderick Newman
(1883)

Henry Newman è stato un pittore americano di paesaggi e nature morte, influenzato dallo stile   preraffaellita.

## Biografia
Nel 1853 la sua famiglia si trasferisce a New York. Intorno al 1860 inizia a studiare per diventare medico, come il padre, ma nel tempo libero si dedica alla pittura.
Alla morte del padre, nel 1861, abbandona la medicina e, all'età di diciotto anni, dichiara la sua intenzione di diventare pittore. Sua madre è contraria a questa decisione, ma gli concede un anno di tempo per dimostrare che può mantenersi con questa professione. 
Trascorre sei mesi in Massachusetts dipingendo soprattutto paesaggi dei monti Berkshire. Il risultato di questo periodo è una serie di vedute tre delle quali vengono esposte alla National Academy of Design. Dal 1864 è membro dell'Associazione americana di ispirazione preraffaellita.
Per motivi di salute nel 1868 si trasferisce per due anni in Florida; approfondisce la sua tecnica e dipinge anche rielaborando schizzi del precedente periodo in Massachusetts.
Nella primavera del 1870 si reca in Francia dove studia per breve tempo all'École des Beaux-Arts con Gérôme, ma rimane insoddisfatto dei suoi metodi.
Poco dopo lo scoppio della guerra franco-prussiana nel 1872 si trasferisce in Italia, visita Venezia e ne ritrae vedute.
Decide poi di stabilirsi e studiare a Firenze dove vivrà per il resto della sua vita, dedicandosi a soggetti architettonici, alla natura morta e a studi floreali.
È interessato anche al tema del paesaggio italiano, soprattutto dei luoghi toscani e liguri, che esegue a olio o, soprattutto, ad acquerello, di solito preferendo piccoli formati.
I dipinti dedicati a edifici di architettura italiana divengono la specialità di Newman che, pur essendo abile a dipingere paesaggi, non riusciva a venderli con successo.
Nel 1877 il critico inglese John Ruskin vede i suoi lavori, gli suggerisce soggetti a cui dedicarsi e gli conferisce alcune commissioni. Grazie al sostegno di Ruskin, raggiunge una buona notorietà di pittore americano in Europa.
Nel 1883 si sposa con l'inglese Mary Watson Willis; la sua casa e il suo studio divengono un luogo di incontro per personalità come i Browning e Henry James.
Dal 1887 inizia a trascorrere gli inverni in Egitto, rimanendovi ogni anno per diversi mesi e facendovi ritorno quasi ogni inverno per il resto della sua vita.
La maggior parte delle opere realizzate nel corso di questi soggiorni sono acquerelli di antichi edifici oltre a scene orientaliste.
Compie vari viaggi in Europa e, nel 1896-1897, visita il Giappone, dove realizza soprattutto una raccolta di vedute architettoniche e di paesaggio.
Muore in Firenze all'età di 74 anni e con la moglie è sepolto nel Cimitero evangelico degli Allori.

### Opere

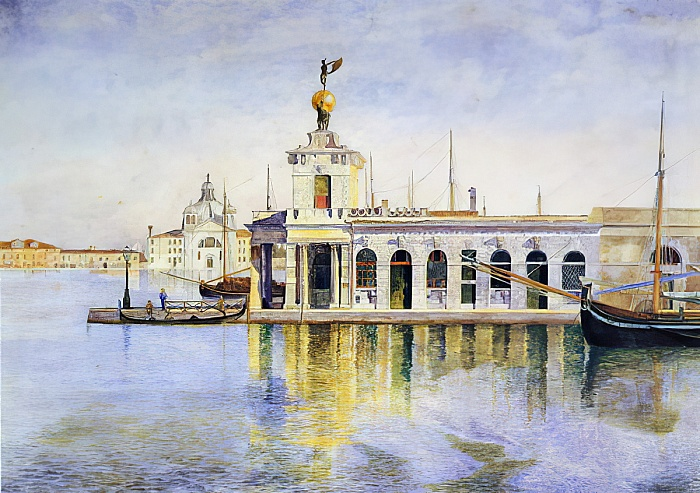
Venezia. Punta della Dogana, 1874
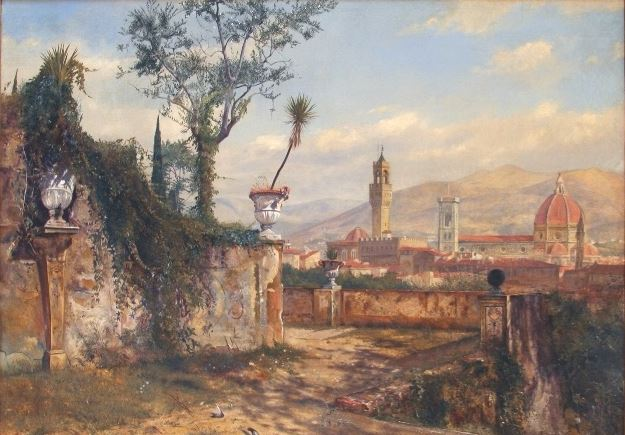
Firenze, 1877
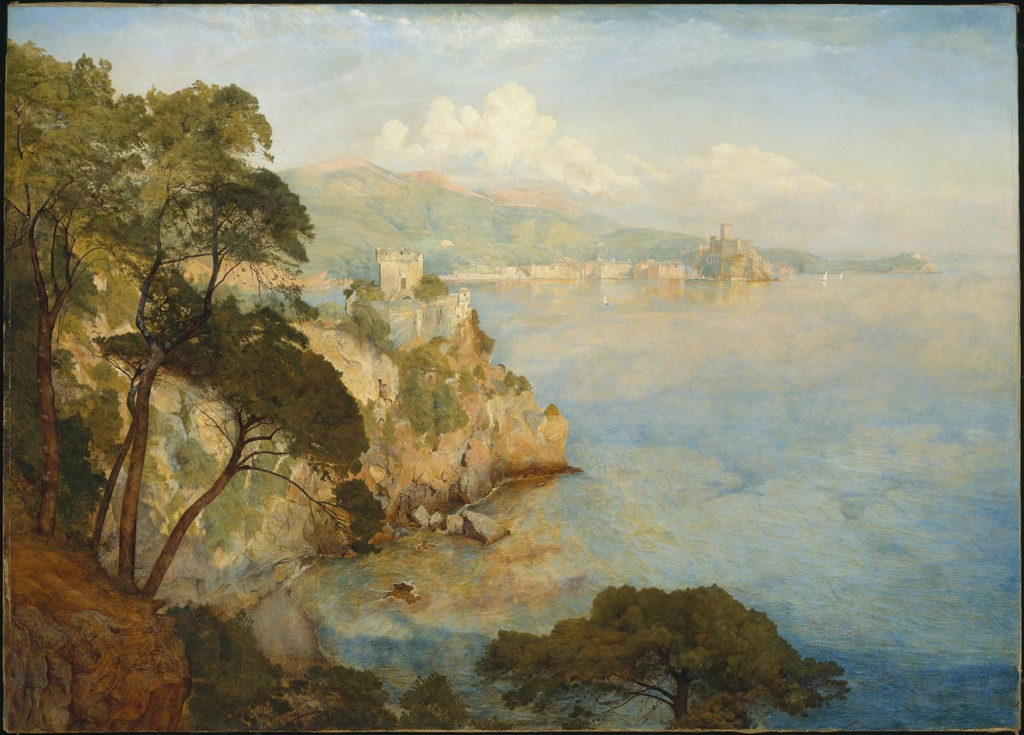
Golfo della Spezia, 1884 Museum of Fine Arts, Boston
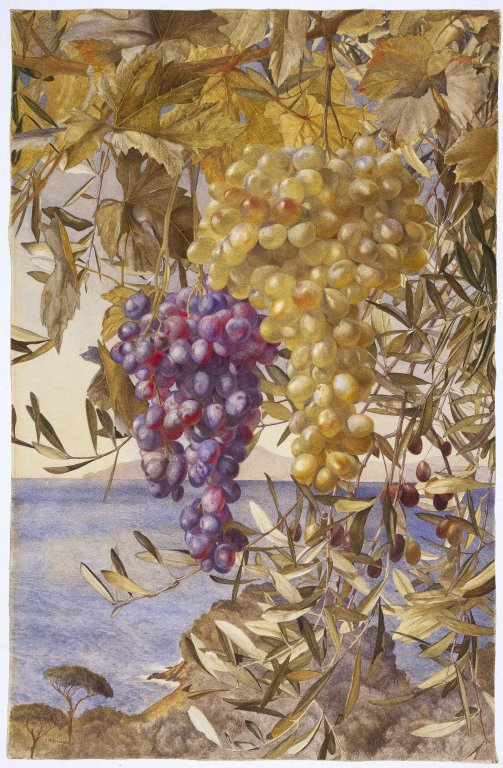
Grappoli d'uva e rami d'olivo, 1878 Brooklyn Museum, NY
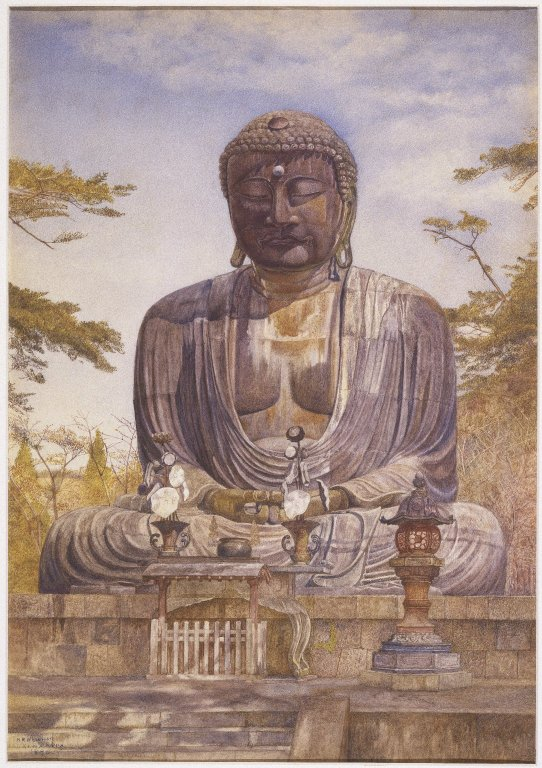
Grande Budda di Kamakura 1898 Brooklyn Museum, NY
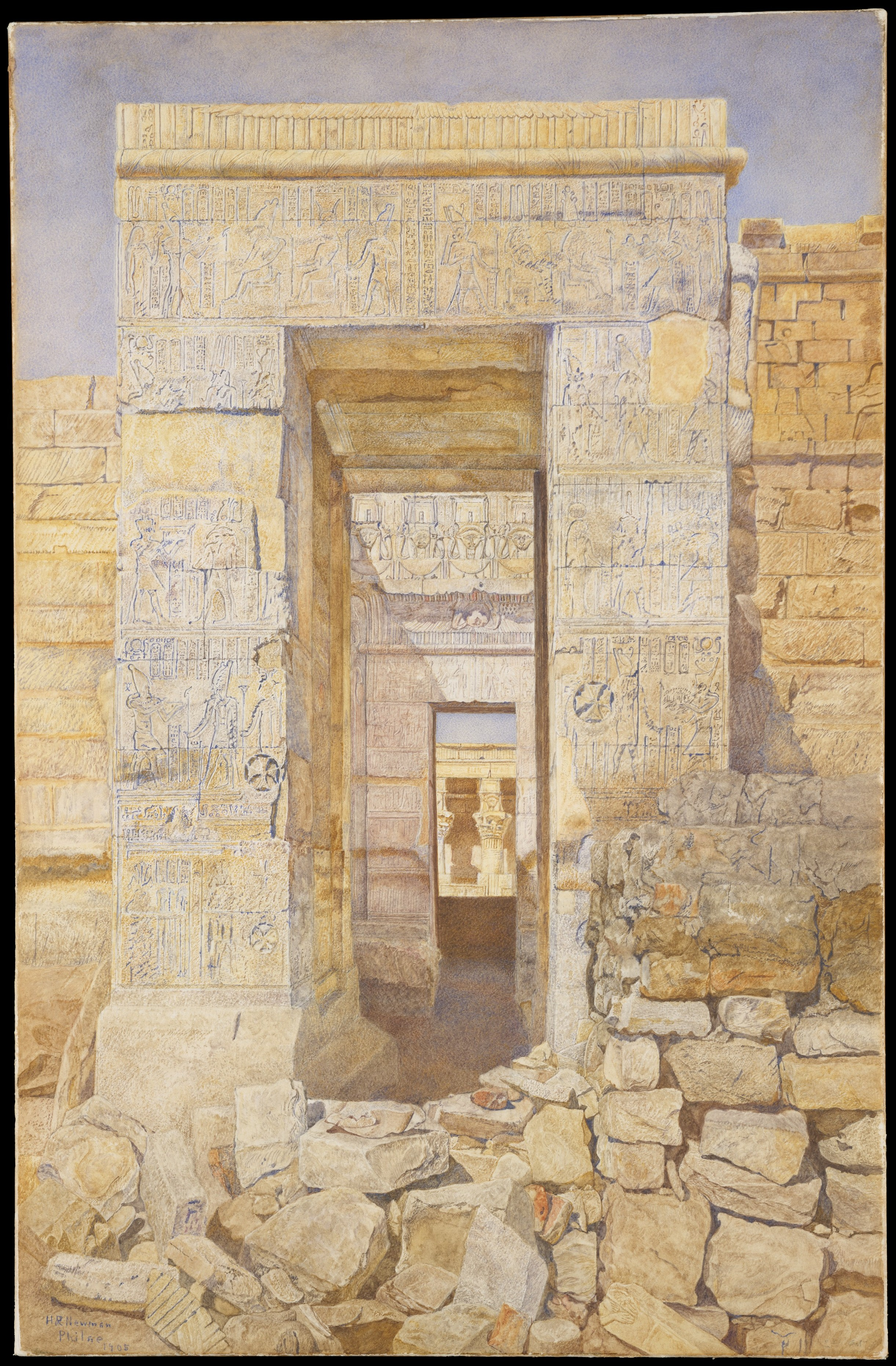
Tempio di Isis, Philae, 1905 Metropolitan Museum of Art, NY

## Musei
Metropolitan Museum NY, Brooklin Museum, Museum of fine arts Boston, Harvard Art Museums, Huntington library California.